# Przewód uziomowy
Przewód uziomowy – nieizolowany przewód umieszczony w gruncie łączący uziom lub układ uziomowy z przewodem uziemiającym lub zaciskiem probierczym uziemienia.